# Výzkumný ústav lesního hospodářství a myslivosti
Výzkumný ústav lesního hospodářství a myslivosti v. v. i. (veřejná výzkumná instituce) sídlí v Jílovišti v okrese Praha-západ, v údolí Vltavy v budově čp. 136, urbanisticky navazující na osadu Strnady pražské části Zbraslav. Zřizovatelem ústavu je ministerstvo zemědělství.

## Historie
Výzkumný ústav lesního hospodářství a myslivosti se sídlem v Jílovišti-Strnadech je rezortní ústav založený 1. dubna 1952 jako Výzkumný ústav lesního hospodářství s tehdejší pobočkou v Banské Štiavnici. Byl založen spolu s Výzkumným ústavem myslivosti a lesnické zoologie a Výzkumným ústavem mechanizace a lesního průmyslu v Oravském Podzámku, se kterými se spojil pod současným názvem k 1. lednu 1959. Po dobu své existence se ústav zabýval lesním prostředím, biologií lesních dřevin a zvěře, chovem zvěře, zakládáním a pěstováním lesa, ochranou lesa, lesní technikou a lesnickou ekonomikou.
Objekt, ve kterém ústav sídlí, byl postaven v roce 1925 a 19. července 1925 slavnostně otevřen jako ozdravovna spolku „Péče o pracující dorost“. Stavbu dle projektu arch. Mrhala provedli stavitelé Mikuláš, Vodička a Vojvoda.

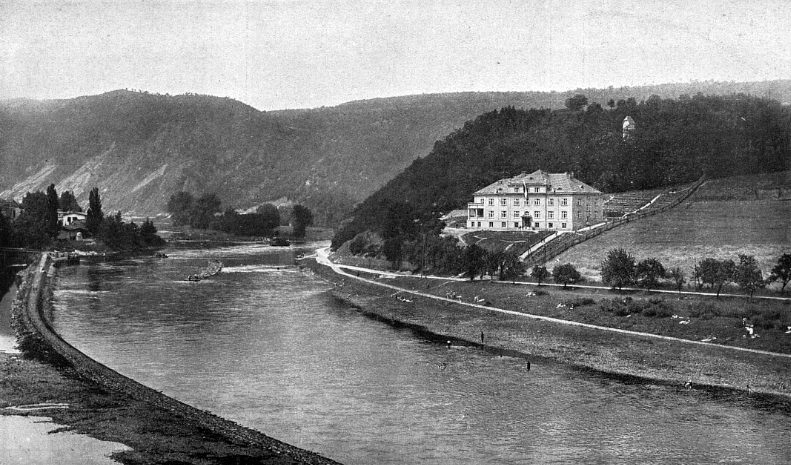
Strnady č.p. 136 (1925)

Ústav se zabývá řešením vědeckovýzkumných projektů pro lesní hospodářství a myslivost. Zajišťuje expertní činnost a poradenství pro státní správu a vlastníky různých kategorií. Poskytuje monitoring cizorodých látek v lesních ekosystémech, v potravních řetězcích a testování pesticidních přípravků.